# Gilles Pargneaux
Gilles Pargneaux, né le 24 mars 1957 à Harcigny dans l'Aisne, est un homme politique et lobbyiste français, membre de La République en marche.
Il est député européen, élu dans la circonscription Nord-Ouest, de 2009 à 2019.

## Biographie
Adhérent du Parti socialiste à l'âge de 17 ans, il est de 2001 à 2012 maire d'Hellemmes-Lille après avoir été conseiller municipal depuis 1989. Le 27 septembre 2012, il démissionne de son mandat de maire dans le cadre du non-cumul des mandats voté en interne par le Parti socialiste. Il est également élu à la Métropole européenne de Lille, conseiller délégué à l'Europe et aux fonds européens.
Il est premier secrétaire de la fédération du Nord du PS de 2005 à 2015.
D'avril 2014 à décembre 2017, il préside le groupe socialiste, radical, citoyen et personnalités au conseil de la Métropole européenne de Lille. À la suite de la demande de son parti il démissionne le 4 décembre 2017 de sa fonction et quitte le groupe socialiste en raison de son soutien à Emmanuel Macron lors de la campagne présidentielle de 2017.
En tandem avec Isabelle This Saint-Jean, il est chargé du projet Écologie, Environnement et Transition énergétique dans la campagne de Vincent Peillon pour la primaire citoyenne de 2017. Il est également membre de son comité politique de campagne.
En octobre 2018, il annonce avoir adhéré à LREM.

### Lobbyiste
Le site d’information marocain Le Desk relève « l’engagement total » de Gilles Pargneaux au service des autorités marocaines : « Sahara, Maroc-UE, Union africaine, droits de l'homme, Gdim Izik..., il n'y a pas un sujet pour lequel l'eurodéputé ne mouille la chemise pour défendre haut et fort les thèses de Rabat ». Il est nommé en 2016 à la tête du conseil d'administration de la société marocaine British International School Private. Son ancienne collègue Ana Gomes le qualifie de « lobbyiste le plus forcené du Maroc ». D'autre part, il « a créé une ONG et continue à arpenter les couloirs du Parlement pour défendre ses amis marocains ».
En 2019, il mène avec Dominique Bailly une campagne de lobbying pour la Fédération professionnelle des entreprises du recyclage contre la proposition de loi de Brune Poirson, également membre de LREM, sur le recyclage des bouteilles en plastiques.